# إين أنا توم الأول
إين أنا توم الأول وهو ملك سومري لمدينة لكش خلف الحكم من أخيه إياناتوم، خلال حكمه ثارت مدينة أوما ضده بقيادة أور لوما وتمكن من الاستقلال بمدينته، وبعد ذلك حاول احتلال لكش لكنه فشل في ذلك، أور لوما حل كقائد ثورة بعدة مقتل الملك الكاهن إيلي من قبل اللكشيين.